# Peter Bloch (Journalist)

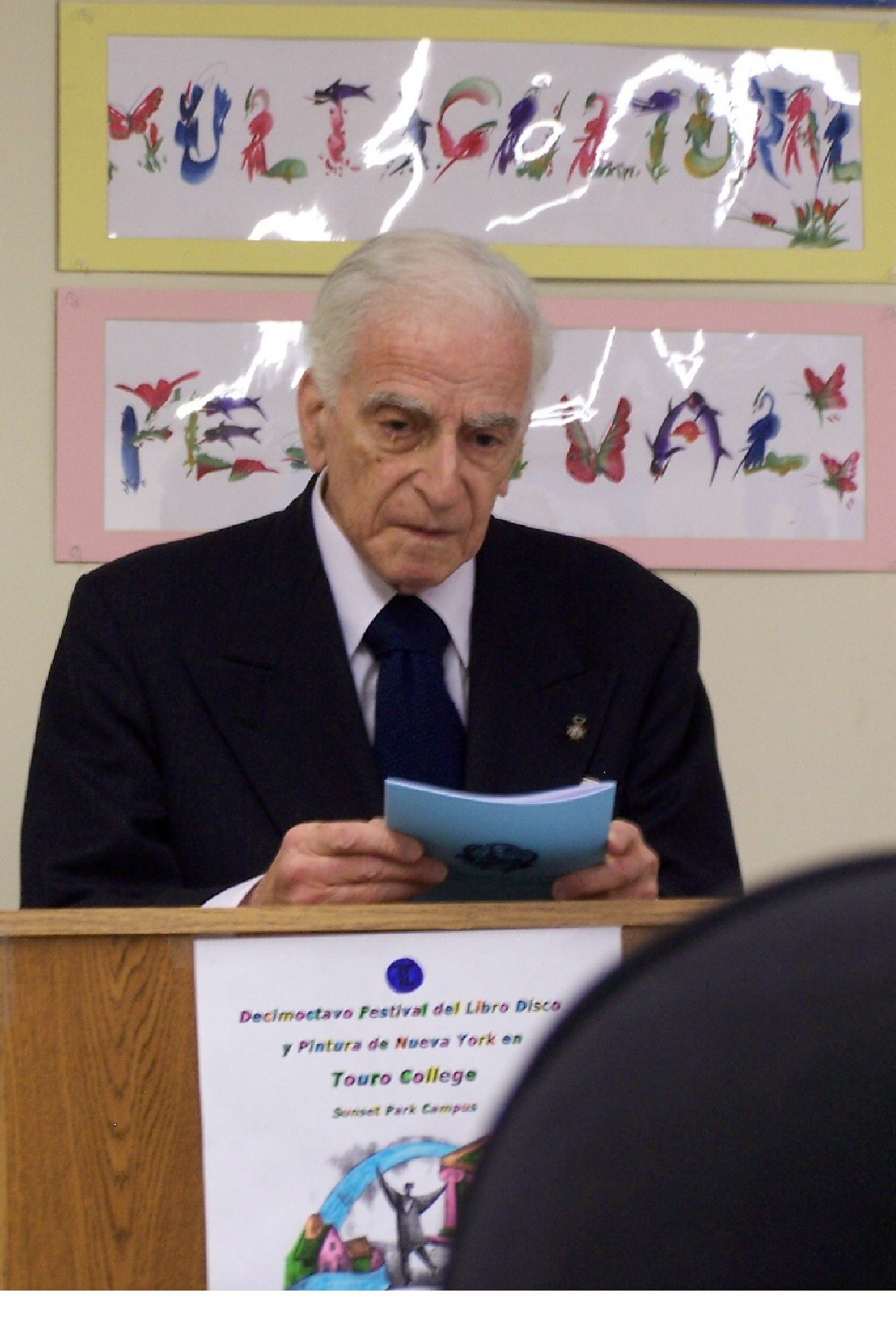
Peter Bloch

Peter Bloch (* 19. Oktober 1921 in Frankfurt am Main; † 31. Juli 2008 in New York City) war ein deutsch-amerikanischer Historiker, Schriftsteller, Journalist und Experte in puerto-ricanischer Musik und Kunst.
Seit 1949 lebte er in New York, doch hielt er stets Kontakt zu seiner Heimatstadt Frankfurt am Main, die er in den letzten 14 Jahren seines Lebens häufig besuchte. Als Zeitzeuge der Judenverfolgung im sogenannten Dritten Reich wurde er nicht müde, Schülern seines früheren Gymnasiums (heute Wöhlerschule), Vorträge über seine Erfahrungen, aber auch über literarische und kunstgeschichtliche Themen zu halten. Er gehört zu den 100 Personen der „Bibliothek der Alten“ im Historischen Museum Frankfurt, wo auch seine Vorträge und Interviews starke Beachtung fanden. Er sprach perfekt Spanisch, Französisch, Englisch und Deutsch.

## Leben

### Frankfurt am Main (1921–1939)
Peter Blochs Familie sephardischer (spanisch-jüdischer) Abstammung zählt bekannte Ärzte und Gelehrte zu ihren Mitgliedern. Sein Großvater James Israel (1848–1926) war Pionier der Urologie am Jüdischen Krankenhaus in Berlin.
Peter Bloch wuchs im Frankfurter Westend, in der Lindenstr. 39, in einem großbürgerlichen Milieu auf. Sein Vater, Dr. Arthur Bloch, war urologischer Chirurg und Chefarzt am Krankenhaus des Vaterländischen Frauenvereins, bevor er 1933 entlassen wurde und seine Praxis in zwei Zimmern seiner Wohnung weiterführte.
Ab 1931 besuchte Peter Bloch das „Wöhler-Realgymnasium“ (heute Wöhlerschule), Ecke Guiolett/Lindenstraße, das er 1936 als einer der letzten jüdischen Schüler verließ. Er wechselte auf das Philanthropin über, wo er im Frühjahr 1939 sein Abitur bestand. Kurz darauf emigrierte er allein nach England.

### England und Belgien (1939–1942)
Von Jugend auf liebte und studierte Peter Bloch die Geschichte und Kultur Spaniens. Obwohl ihn sein Kunstlehrer sehr förderte, wollte er nicht Maler, sondern Schriftsteller werden. Während seines Aufenthaltes 1939 in London gelang es seinen Eltern, nach Belgien zu fliehen. England hatte seinem Vater die Einreise erlaubt, nicht aber der Familie.
Ende August 1939 waren Peter Bloch und seine Familie, zu der auch die mütterliche Freundin seiner Mutter, Luise Fölsche, gehörte, wieder in Brüssel vereint. Die Kunstwerke der Familie, seltene Bücher und Antiquitäten, waren zum Überseetransport im Hafen von Rotterdam gelagert, sie wurden 1944 von NS-Behörden beschlagnahmt und sind seither verschollen. Peter Bloch begann, an der Universität von Brüssel Geschichte zu studieren. Nach der deutschen Invasion in Belgien im Mai 1940 schloss er sich dem Widerstand an und verfasste für ihn Erläuterungen zu verbotenen BBC-Radiosendungen, die er heimlich abgehört hatte.
Im Sommer 1942 begann für die Juden in Belgien eine Schreckensherrschaft. Der Judenrat von Brüssel warnte den Studenten Peter Bloch vor seiner bevorstehenden Deportation. Sein Vater verschaffte ihm einen gefälschten Pass auf den Namen Pierre Boulanger. Als seine Eltern am 16. Juni 1942 die schriftliche Aufforderung zu seiner Deportation erhielten, hatte Peter schon mit einem Fluchthelfer die Grenze von Frankreich in die Schweiz überschritten (11. Juni 1942). Seine Eltern fanden in Brüssel getrennte Verstecke. Am 13. August 1943 wurde sein Vater von der Gestapo gefasst und am selben Tag von der SS im SS-Sammellager in der Dossin-Kaserne in Mechelen gehängt.

### Schweiz (Juli 1942–Mai 1945)
Die Schweiz gewährte Peter Bloch Asyl, nachdem einflussreiche Freunde seiner Eltern zu seinen Gunsten interveniert hatten. Zunächst interniert, fünf Monate im Zuchthaus Bellechasse, dann neun Monate im Arbeitslager Hedingen, durfte er danach an der Universität von Genf studieren, musste aber in den Semesterferien in das Arbeitslager zurückkehren. In seinem Buch When I was Pierre Boulanger erinnerte sich Peter Bloch: „Conditions of internment […] were bad in Bellechasse prison […] and better in the labor camps where the Swiss used refugees as slave labor.“ Erst am 30. Mai 1945 sah Peter seine Mutter in Brüssel wieder.

### New York (1949–2008)
1949 trafen Peter Bloch und seine Mutter Else Bloch (1891–1988) in New York ein. Sein Halbbruder Werner Czapski (1912–1972), Diplomingenieur, kam später nach. Peter Bloch verdiente seinen Lebensunterhalt als Journalist für europäische Zeitungen. 1955 wurde er amerikanischer Staatsbürger. Seine Mutter aus spanisch-jüdischer Familie bewunderte traditionsgemäß die hispanische Kultur, und so war es für Peter Bloch nur natürlich, in das puerto-ricanische Leben in New York einzutauchen. Josephine Burgos, eine Kusine von Julia de Burgos, machte ihn mit der puerto-ricanischen Gemeinde und ihrer eigenen Familie bekannt. In einem Interview („Daily News“, 1974) sagte er: „I heard a lot of foolish and dangerous talk about them, even from other minorities who should know better. I felt it important to tell their story, why? Because no one else would.“ Bloch wollte den Puertoricanern zeigen, dass sie als Erben einer reichen Kultur allen Grund hatten, stolz auf dieses Erbe zu sein. In seinem Buch La-Le-Lo-Lai – Puerto Rican music and its performers, riet er: „For those who want to acquire some notions about the contribution to the civilization of the Americas and of the Hispanic nations Puerto Rican music is one of the best venues of approach; for the message of music is universal, cosmic and transcends any language barrier.“ Er sagte: „Whenever I visit Puerto Rico I feel as if it were my own country.“
Mit Begeisterung und Liebe produzierte Peter Bloch Konzerte, Liederabende, Lesungen, Radioprogramme (Sender WNYC-AM), Kunstausstellungen (New York und Deutschland), verfasste sechs Bücher und zahllose Zeitungs- und Zeitschriftenartikel und hielt viele Vorträge von Berlin bis Caracas. Er war der Gründer und Vorsitzende der Association for Puerto-Rican-Hispanic Culture (1965), Begründer des Rafael Hernández Music Festival (1967), Aufsichtsratsvorsitzender der Non Profit Organization Against Dishonesty & Poverty in Latin America und Chefredakteur ihrer Zeitung Verdad Latina.

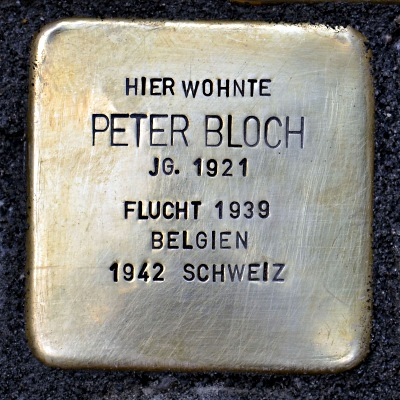
Stolperstein für Peter Bloch in Frankfurt am Main

Peter Bloch war Trustee der Alfred Fahndrich Santos Collection. Diese Sammlung war im Museum of Hispanic Contemporary Art ausgestellt und befindet sich heute im Eugenio María de Hostos Community College der City University von New York.
Für seinen selbstlosen Einsatz erhielt Peter Bloch viele Ehrungen. 1955 wurde er von der League of Belgian and Allied Patriots geehrt. Außerdem erhielt er dreimal den Recognition Award des Boricua College, New York City.
1964 wurde ihm der Schlüssel zur Hauptstadt San Juan (Puerto Rico) von der Bürgermeisterin überreicht. 1969 ernannte ihn der spanische Staatschef zum Ritter des Ordens Orden de Isabel la Católica. 1985 erhielt er die Goldene, 2005 die Große Medaille der Société Académie Arts, Sciences, Lettres de Paris, deren USA-Vertreter er 30 Jahre lang bis zu seinem Tod war.
Johann Wolfgang von Goethe und Albert Schweitzer waren die prägenden Einflusse seiner geistigen Welt. Immer bezog er sich auf Goethe als den Dichter des deutschen Denkens. Er begrüßte Schweitzers Postulat, dass Kultur und Bildung dasselbe ist – dass Bildung ein ethischer Wert ist.
Peter Bloch starb am 31. Juli 2008 in New York.

## Veröffentlichungen

### Werke
- La-Le-Lo-Lai - Puerto Rican music and its performers (1973)
- Painting and sculpture of the Puerto Ricans (1978)
- Music of the Hispanic Antilles, Dominican Republic, Cuba & Puerto Rico (1981)
- De van Eyck a Chagall. Once grandes pintores. Caracas 1987
- 1492 - From a distant star (1991)
- The Emilia Conde Story - A dramatized biography in concert (1991, 2. Auflage 1994)
- La-Le-Lo-Lai - The story of Puerto Rican Music (2000)
- Sefarad. Die spanischen Juden des Mittelalters und ihre Kultur (2000)
- Der Salon meiner Mutter - Erinnerungen (2001). (Übersetzung ins Englische: My Mother's Salon - Recollections (2011))
- When I was Pierre Boulanger. 1942 - A diary in times of terror (2002)
- Figures of my century. The poet’s refuge New York City (2006)
- Meine Lehrer (2008)

### Aufsätze und Interviews
- Aus meiner Schulzeit …. Abgegangen 1936 aus U II. In: 25 Jahre neue Wöhlerschule am Dornbusch, 1957–1982. Herausgeber: Gerhard Otte. (1982)
- Erinnerungen an James Israel. In: Rolf Winau (Herausgeber): James Israel, 1848–1926. Wiesbaden 1983, S. 7–95.
- Wie ich das Pogrom erlebte. In: … dass wir nicht erwünscht waren. Novemberpogrom 1938 in Frankfurt am Main. Berichte und Dokumente (1993)
- „Auf wundersame Weise dem Tode entronnen …“ (1994). Gespräch mit Peter Bloch (New York) im Historischen Museum Frankfurt am Main